# 小堀哲夫
小堀 哲夫（こぼり てつお、1971年 - ）は、日本の建築家。日本建築家協会(JIA)関東甲信越支部理事。日本建築学会(AIJ)会員。法政大学教授。一般社団法人steAm BAND理事。
1997年、株式会社久米設計入所。久米設計時代、日経ニューオフィス賞経済産業大臣賞、日本建築学会作品選奨、BCS賞、グッドデザイン賞など数々の賞を受賞している。その後独立し、現在、株式会社小堀哲夫建築設計事務所主宰。法政大学教授、名古屋工業大学非常勤講師、梅光学院大学客員教授。代表作に「ROKI Global Innovation Center-ROGIC-」、日華化学「NICCA INNOVATION CENTER」梅光学院大学　「CROSSLIGHT」などがある。2017年度には、建築家に与えられる二大建築賞、AIJ（日本建築学会）の日本建築学会賞、JIA（日本建築家協会）の日本建築大賞 (JIA grand prix) をダブル受賞した。同年内のダブル受賞は史上初となる。
2018年の「アーキテクト・オブ・ザ・イヤー」（日経アーキテクチュア 2017年12月28日号/編集部が選ぶ「10大建築人」）では、総合2位にランキングされ（1位は安藤忠雄）、『2017年に「ROKIグローバルイノベーションセンター」（2013年）で、日本建築学会賞作品賞とJIA日本建築大賞の2大タイトルを受賞。2017年11月に稼働を始めた「NICCA INNOVATION CENTER」では、執務空間の新たな方向性を見いだした。』と称されている。
さらに2018年度には、「NICCA INNOVATION CENTER」がJIA日本建築大賞 (GRAND-PRIX) に選ばれた。日本の建築家が2度目の日本建築大賞を受賞するのは史上初となる。

## 来歴
- 1971年 岐阜県に生まれる。
- 1990年 岐阜県立大垣北高校卒業。
- 1997年 法政大学建築学科大学院修了
- 1997年 株式会社久米設計入所。
- 2008年 株式会社小堀哲夫建築設計事務所設立（主宰）。
- 2017年度 AIJ日本建築学会賞、JIA日本建築大賞 (JIA grand prix) をダブル受賞。
- 2018年度 JIA日本建築大賞受賞。
- 2018年 名古屋工業大学非常勤講師
- 2020年 法政大学デザイン工学部建築学科 教授
- 2020年 梅光学院大学 客員教授

## 主な作品・受賞歴
- 「FLAMME-IGA COMPLEX」でSDレビュー（2005年）
- 「JSSI国際アイデアコンペティション最優秀賞受賞」（2006年）[4]
- 「FLAMME-IGA COMPLEX」（三重県、2006年）：グットデザイン賞、AIA JAPAN最優秀賞、木質デザインコンテスト優秀賞
- 「ROKIグローバル本社ビル（久米設計）」（静岡県、2006年）：日経ニューオフィス賞経済産業大臣賞、建築学会作品選奨、BCS賞 、日本照明学会賞、RIBA International Prize 2018’s longlist
- 「つくば臨床検査教育研究センター」（茨城県、2010年）
- 「東京理科大学 器官再生工学プロジェクト研究棟」（千葉県、2012年）
- 「ROKI Global Innovation Center -ROGIC-」（静岡県、2013年）：JIA日本建築大賞[5]、日本建築学会賞（作品）[6]、日本建築学会作品選奨、BCS賞[7]、日本建築士会連合賞優秀賞[8]、日事連建築賞国土交通大臣賞[9]、中部建築賞 、AACA賞優秀賞[10]
- 「南相馬市消防防災センター」（福島県、2015年）
- 「下諏訪南小学校」（長野県、2015年）
- 「昭和学園高等学校」（大分県、2015年）
- 「NICCA INNOVATION CENTER」（福井県、2017年）：JIA日本建築大賞、第50回中部建築賞、第32回日経ニューオフィス賞 クリエイティブ・オフィス賞、BCS（日本建設業連合会）賞 2020、Dedalo Minosse International Prize, 2019 Special Prize、The Architecture MasterPrize, 2019、International Architecture Awards, 2019、ABB LEAF Award, 2018 Shortlist
- 「梅光学院大学-The Leaning Station CROSSLIGHT」（山口県下関市、2019年）：第13回JIA中国建築大賞2021 優秀賞、2021年度グッドデザイン・ベスト100、第15回日本ファシリティマネジメント大賞（JFMA賞）特別賞、German Design Award, 2020 winners、SKY DESIGN AWARDS, 2020 Shortlist
- 「クスリのアオキ本社」（石川県白山市、2019年）
- 「光風湯圃べにや」（福井県あわら市、2021年）
- 「大和ハウスグループみらい価値共創センター コトクリエ」（奈良県奈良市、2021年）：AMP (The Architecture MasterPrize) 2023, Best of Best、IDA (International Design Awards) 2022, Silver、第35回 日経ニューオフィス賞 ニューオフィス推進賞 近畿ニューオフィス推進賞<近畿経済産業局長賞>、ウッドデザイン賞2021 ソーシャルデザイン部門 建築・空間分野

その他、中部建築賞、SDA賞、JIA環境建築優秀賞など受賞している。